# Omar Visintin
Omar Visintin (Merano, 22 ottobre 1989) è uno snowboarder italiano, specialista dello snowboard cross.

## Biografia
Omar Visintin debutta in Coppa Europa nel 2004 a Mölltaler Gletscher in snowboard cross piazzandosi all'88º posto. Quattro anni dopo esordisce anche in Coppa del Mondo in Val Malenco, chiudendo 34º nella stessa disciplina.
Nel 2009 ai Mondiali juniores di Nagano (in Giappone) conquista la medaglia d'oro della specialità. Nello stesso anno si aggiudica la prima competizione di Coppa Europa, sul tracciato di Cortina d'Ampezzo, mentre per il primo successo in Coppa del Mondo dovrà attendere fino al 7 dicembre 2012 e lo otterrà a Montafon in Austria nello snowboard cross.
Ha fatto parte della spedizione italiana alla XXV Universiade invernale di Erzurum 2011, in cui ha vinto l'argento, completando la gara di snowboard cross dietro al tedesco Konstantin Schad.
Lo snowboarder vanta un titolo nazionale vinto nel 2012 a Chiesa in Valmalenco.
Il 14 marzo 2014, a causa dell'uscita di pista del suo avversario più vicino in classifica, l'australiano Jarryd Harris, vince matematicamente la Coppa del Mondo.
All'età di 24 anni ha rappresentato l'Italia ai Giochi olimpici invernali di Soči 2014, dove si è classificato 12° nello snowboard cross, dopo essere caduto in semifinale a seguito di un contatto con un avversario. Nell'occasione si è infortunato ed è stato immobilizzato e trasportato in barella. Non ha preso parte alla finale B.
All'Olimpiade di Pyeongchang 2018 è stato eliminato agli ottavi di finale e piazzandosi al 25º posto.
Ai mondiali di Park City 2019 ha guadagnato l'argento nello snowboard cross a squadre.
Il 10 dicembre 2021 si è infortunato nel corso della tappa austriaca di Coppa del Mondo di Montafon, riportando un trauma cranico, la rottura di un tendine e la lussazione del gomito.
Alla sua terza apparizione olimpica a Pechino 2022 ha vinto la medaglia di bronzo nella gara di snowboard cross disputata al Genting Snow Park di Zhangjiakou, terminando sul terzo gradino del podio alle spalle dell'austriaco Alessandro Hämmerle e del canadese Éliot Grondin. Sempre a Pechino 2022 guadagna inoltre il secondo posto nello snowboard cross a squadre insieme a Michela Moioli. Ai mondiali di Bakuriani 2023 conquista la medaglia di bronzo nella gara individuale.

## Palmarès

### Olimpiadi
- 2 medaglie:
  - 1 argento (snowboard cross a squadre a squadre a Pechino 2022)
  - 1 bronzo (snowboard cross a Pechino 2022)

### Mondiali
- 2 medaglie:
  - 1 argento (snowboard cross a squadre a Park City 2019)
  - 1 bronzo (snowboard cross a Bakuriani 2023)

### Winter X Games
- 1 medaglia:
  - 1 argento (snowboard cross ad Aspen 2015)

### Universiadi
- 1 medaglia
  - 1 argento (snowboard cross a Erzurum 2011)

### Mondiali juniores
- 1 medaglia:
  - 1 oro (in snowboard cross a Nagano 2009)

### Coppa del Mondo
- Vincitore della Coppa del Mondo di snowboard cross nel 2014
- 24 podi:
  - 6 vittorie
  - 10 secondi posti
  - 8 terzi posti

#### Coppa del Mondo - vittorie
| Data             | Luogo            | Paese   | Disciplina |
| ---------------- | ---------------- | ------- | ---------- |
| 7 dicembre 2012  | Montafon         | Austria | SBX        |
| 12 gennaio 2014  | Vallnord-Arcalís | Andorra | SBX        |
| 22 dicembre 2017 | Cervinia         | Italia  | SBX        |
| 20 gennaio 2018  | Erzurum          | Turchia | SBX        |
| 26 gennaio 2020  | Big White        | Canada  | SBX        |
| 5 marzo 2021     | Bakuriani        | Georgia | SBX        |

Legenda:

SBX = Snowboard cross